# Референдум в Испании (1966)

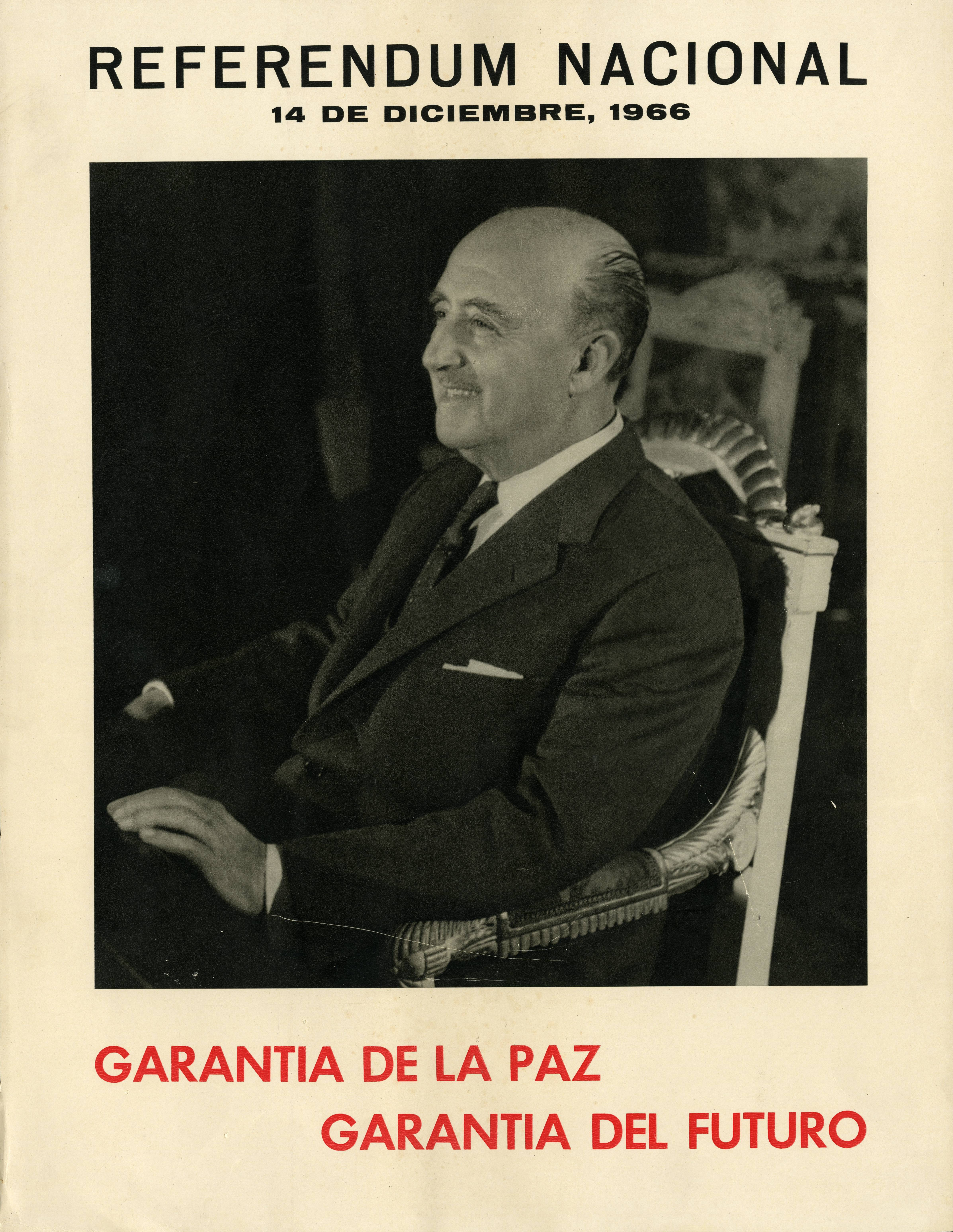
«Гарантия мира. Гарантия будущего.» — Правительственный пропагандистский плакат, призывающий голосовать на референдуме.

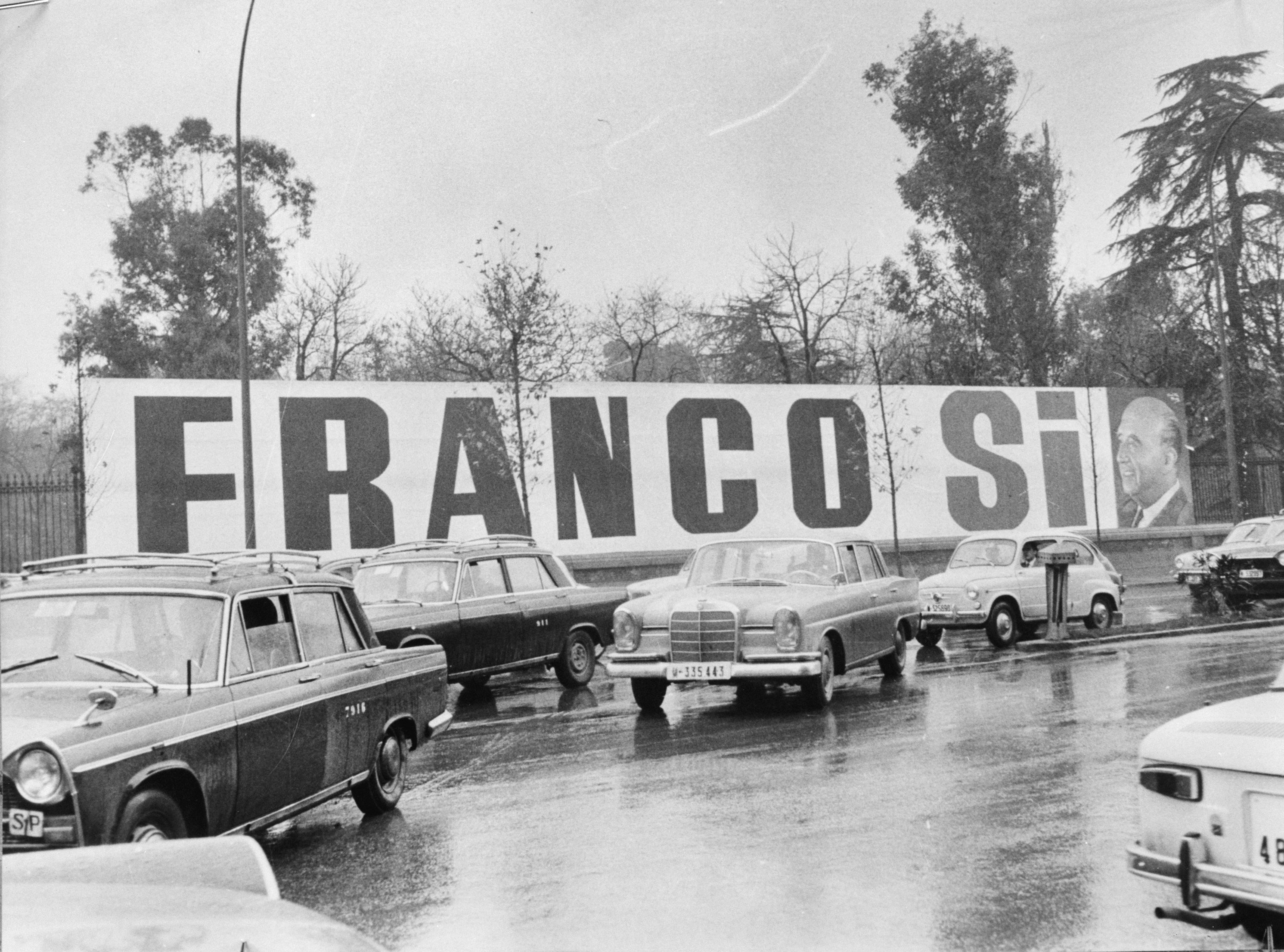
Агитационный плакат «Да»

Референдум по новой Конституции Испании, или Органическому закону государства, состоялся 14 декабря 1966 года, в нем приняли участие все граждане страны старше двадцати одного года. Новая так называемая «конституция» предусматривала некоторое смягчение абсолютных диктаторских полномочий Франсиско Франко, определяя должность президента правительства Испании как независимую от главы государства. Тот должен был назначать главу правительства на пять лет, а затем его кандидатура утверждалась Генеральными кортесами. Однако и пост главы государства, и пост главы правительства Франко занимал одновременно до 1973 года, когда он передал пост главы правительства Луису Карреро Бланко.
Новый органический закон также предусматривал сокращение Совета королевства с 17 членов (десять избираются кортесами и семь назначаются главой государства) до 13, а кортесов — с 611 членов до 403 (108 избираются напрямую, 25 назначаются главой государства, а остальные избираются корпоративными органами). Также была подтверждена свобода вероисповедания для испанских евреев и протестантов. По имеющимся данным, его одобрили 95,86 % избирателей.
Новая «конституция» вступила в силу 1 января 1967 года и действовала до провозглашения Конституции Испании 1978 года, ратифицированной на референдуме, которая восстановила многопартийную парламентскую демократию.